# Fabio Escobar
Fabio Escobar Benítez (Asunción, 15 febbraio 1982) è un calciatore paraguaiano, attaccante dell'Atlético Huila.

## Carriera

### Club
Durante la sua carriera ha giocato con numerose squadre di club.

### Nazionale
Conta 4 presenze con la Nazionale paraguaiana.